# 小行星9513
小行星9513是一颗围绕太阳公转的小行星。1971年10月26日，盧波什·科胡特克在汉堡发现了此天体。
这颗小行星的绝对星等为295.2879419338591等。